# Mavrinci
 Mavrinci   (olaszul:  Maurinzi ) falu Horvátországban, Tengermellék-Hegyvidék megyében. Közigazgatásilag Čavléhoz tartozik.

## Fekvése
Fiume központjától 5 km-re északkeletre, községközpontjától 1,5 km-re délkeletre, az A6-os autópálya mellett fekszik.

## Története
A grobniki uradalom része volt, melynek urai 1225 és 1566 között a Frangepánok, majd később a Zrínyiek voltak, akik 1671-ig voltak birtokosai. Ezután 1725-ig a császári kamara, 1766-ig a Perlas grófok, 1872-ig a Batthyányak, majd 1945-ig amikor államosították a Turn-Taxis család birtoka volt.
A településnek 1857-ben 303, 1910-ben 407 lakosa volt. 1920 előtt Modrus-Fiume vármegye Sušaki járásához tartozott. 2011-ben 1033 lakosa volt.

## Lakosság
| Lakosság változása | Lakosság változása | Lakosság változása | Lakosság változása | Lakosság változása | Lakosság változása | Lakosság változása | Lakosság változása | Lakosság változása | Lakosság változása | Lakosság változása | Lakosság változása | Lakosság változása | Lakosság változása | Lakosság változása | Lakosság változása |
| ------------------ | ------------------ | ------------------ | ------------------ | ------------------ | ------------------ | ------------------ | ------------------ | ------------------ | ------------------ | ------------------ | ------------------ | ------------------ | ------------------ | ------------------ | ------------------ |
| 1857               | 1869               | 1880               | 1890               | 1900               | 1910               | 1921               | 1931               | 1948               | 1953               | 1961               | 1971               | 1981               | 1991               | 2001               | 2011               |
| 303                | 359                | 358                | 407                | 415                | 407                | 381                | 453                | 385                | 359                | 392                | 591                | 986                | 1070               | 999                | 1033               |